# تي. أ. واترس
تي. أ. واترس (بالإنجليزية: T. A. Waters)‏ (1938، كولومبوس في الولايات المتحدة - 1998)؛ روائي أمريكي.